# Mark of the Ninja
Mark of the Ninja (с англ. — «Метка Ниндзя») — компьютерная игра в жанре стелс-экшен, разработанная канадской студией Klei Entertainment для Xbox 360 и PC, выпущенная в сервисах Xbox Live Arcade и Steam. Klei Entertainment сохранила визуальный стиль своей серии Shank, но создала почти что двумерные похождения Сэма Фишера из серии Splinter Cell.

## Игровой процесс
Игровой процесс игры основан на аккуратном прохождении, избегании контактов с противниками и обезвреживании ловушек. Главный герой — ниндзя — умеет прятаться в вентиляции, канализационных люках и за предметами интерьера.
Основное оружие — меч-ниндзято, которым можно выполнить бесшумное убийство ничего не подозревающей жертвы. Кроме этого, имеются бамбуковые дротики, предназначенные для отвлечения и уничтожения источников света. Несмотря на наличие смертельного оружия, игра в равной степени ориентирована как на устранение всей охраны уровня, так и на бескровное прохождение с помощью отвлечения, манипулирования, а то и вообще проскальзывания мимо противников. В процессе прохождения покупается и открывается дополнительное снаряжение атакующего и отвлекающего действия.
Практически за каждое действие (уничтожение или обход противника, прятание тела, выключение питания ловушек и так далее) начисляются очки, на которые можно открыть новые приёмы, приобрести новое или улучшить старое снаряжение. Дополнительно на каждом уровне выдается 3 разных бонусных задания. После выполнения 3-х заданий одного типа становится доступным костюм, специализированный для определённого стиля прохождения.
Также на каждом уровне, в скрытых местах можно найти артефакты, которые дают несколько сотен очков. На уровне присутствуют различные головоломки, которые называются Комнатами испытаний. По прохождении головоломки вы получаете 1 из 3 скрытых на уровне свитков Хисому, который также дает дополнительные очки. В основном головоломка заключается в том, чтобы пройти комнату, избежав ловушек.
После прохождения игры открывается режим New Game Plus (с англ. — «Новая игра плюс»), который позволяет пройти игру заново с сохранением набранных улучшений и повышенной сложностью.

## Сюжет
Один из ниндзя клана Хисому (англ. Hisomy) скрытно пробирается в хранилище, принадлежащее организации «Гессен», выводит из строя охранную систему, убивает четырёх человек из Гессена и похищает спрятанное в хранилище оборудование. Одновременно с этим, татуировщик клана Хисому — Досан — по просьбе главы клана (учителя Адзаи по прозвищу «Сдержанный»), наносит главному герою особую татуировку, усиливающую восприятие, рефлексы и реакцию. После операции главный герой засыпает. Через некоторое время его сон нарушает колокольный звон — сигнал бедствия.
Вместе с девушкой по имени Ора главный герой пытается выяснить, в чём дело. Оказывается, что на дом его клана напал отряд Гессена, перебивший или взявший в плен всех ниндзя, кроме главного героя и Оры. Благодаря тому, что о его существовании противник не подозревал, главный герой освобождает выживших (в число которых попал глава Хисому — Адзаи), вместе с которыми отбивает атаку Гессена.
После победы Адзаи собирает всех членов Хисому для объяснения ситуации путём короткой, но содержательной речи о том, что традиционалистические нравы Хисому столкнулись с «…шакалами мира сегодняшнего…». Попутно он объявляет — главный герой, получив татуировку, стал чемпионом клана, его вечным (до самой смерти) защитником. После чего все расходятся.
Новый чемпион отправился в свою комнату, размышляя, как облегчить наносимую чернилами татуировок боль. Вскоре к нему приходит Адзаи и рассказывает историю чернил и чемпионов, бывших до главного героя: когда-то очень давно один торговец продал им секрет цветка, чьи листья горели от яда. При нанесении этого яда на кожу, человек приобретал невероятные способности, но становился бомбой замедленного действия — яд постепенно сводил человека с ума. И потому каждому чемпиону полагалось совершить самоубийство до того, как он лишится рассудка и совершит нечто ужасное. Ещё Адзаи даёт главному герою задание: обезглавить Гессен, уничтожив его главу — графа Караяна.
Чемпион и Ора отправляются в город под названием Оши.

## Отзывы и мнения
| Сводный рейтинг      | Сводный рейтинг                                                                    |
| Агрегатор            | Оценка                                                                             |
| -------------------- | ---------------------------------------------------------------------------------- |
| GameRankings         | 90,43 %                                                                            |
| Metacritic           | 90/100 (Xbox 360) 91/100 (PC)                                                      |
| Награды              |                                                                                    |
| Издание              | Награда                                                                            |
| Rock, Paper, Shotgun | Рейтинг лучших стелс-игр всех времён на персональных компьютерах (2015), 6-е место |

Игра получила всеобщее признание. На сайте-агрегаторе Metacritic средняя оценка игры составляет 90 из 100 на основе 51 обзора для платформы Xbox 360, 91 из 100 на основе 14 обзоров для платформы PC.
Летом 2018 года, благодаря уязвимости в защите Steam Web API, стало известно, что точное количество пользователей сервиса Steam, которые играли в игру хотя бы один раз, составляет 1 559 947 человек.

## Дополнение
Позже Klei Entertainment выпустила дополнение: Mark of the Ninja: Special Edition 16 августа 2013. Дополнение принесло: один новый уровень, в котором рассказывается о том как Досан нашёл ядовитый цветок, новый костюм, с помощью которого можно оглушать противников вместо того чтобы убивать их и два новых предмета снаряжения.
9 октября 2018 года вышел ремастер Mark of the Ninja: Remastered. Особенностями его были: повышение разрешения с 720p до 4K FullHD, улучшены векторные спрайты персонажей и заднего фона, все кат-сцены адаптированы под 4K FullHD разрешение, включает поддержку 5.1 Hi-Definition аудио, включение дополнения Mark of the Ninja: Special Edition.